# The Perfect Kiss
The Perfect Kiss è un singolo del gruppo rock-synth pop britannico New Order, pubblicato nel 1985 dalla Factory Records con il codice "FAC 123". È il primo della band ad essere stato incluso in un album in studio, Low-Life, uscito lo stesso anno.
Unanimemente riconosciuta come uno dei picchi creativi nella carriera dei New Order, il singolo si posizionò alla posizione 46 della Official Singles Chart.

## Genesi
The Perfect Kiss presenta un arrangiamento molto complesso e un numero di strumenti e di metodi non normalmente utilizzati dai New Order. Per esempio, l'intermezzo che si sente verso metà del brano è caratterizzato da gracidii di rane. La band riferì che nel contesto della composizione non avevano un vero e proprio scopo ed erano stati inseriti solo per accontentare Stephen Morris, che amava il loro effetto. Ma è presente un altro campionamento di versi animaleschi, alla fine, quando, quasi completata la dissolvenza, si sente un debole belare di pecora. Questo venne ri-utilizzato nei successivi singoli Fine Time e Ruined in a Day. 
Anche se è una delle canzoni più famose del gruppo, questi non lo eseguì mai dal vivo dal 1993 al 2006 (esclusa una performance ad Atene il 3 giugno 2006), a causa della complessità di convertire i programmi dagli emulatori E-mu per i nuovi sintetizzatori Roland.

## Copertina
La copertina di Peter Saville è composta da un fondo argentato uniforme su cui è stampata in rilievo davanti la parola "perfect" e sul retro "kiss The", come una fascia protettiva. Fu in questo periodo che il fotografo Geoff Power (grafico del singolo Shellshock) venne presentato a Saville, che, innamorato delle sue opere, gli offrì di scattare la foto di copertina di Low-Life e poi quella del singolo in questione. Solamente che alla fine si decise di scartare quest'ultima, optando per un'immagine più minimalista. E così l'istantanea rimase inedita fino a che non venne pubblicata su un songbook del gruppo, X.

## Versioni
Con una durata di quasi 9 minuti, la versione originale pubblicata su vinile a 12 pollici è molto più lunga di Blue Monday, l'hit da discoteca del 1983. Venne inclusa nell'edizione in vinile dell'antologia Substance e anche in quella in CD (anche se, a causa delle limitazioni di capienza del disco, è stata accorciata di circa 44 secondi con il taglio del finale climatico, che non verrà ripristinato nelle ripubblicazioni successive) e nella Collector's Edition del 2008 di Low-Life.
L'"album version" invece, che poi sarà quella selezionata per tutte le raccolte del gruppo dopo Substance, dura soltanto 4:48, in quanto è omessa la terza strofa (quella in cui vengono cantate le parole del titolo) e con un fade-out che parte proprio quando incomincia il climax. È presente sul lato A dell'edizione in vinile 7" della composizione diffuso nelle Filippine (infatti, in tutti gli altri Paesi la canzone ha una durata ancora più breve, 4:24, con l'intro di percussioni completamente assente). 
In Inghilterra circolò una versione tagliata da Ivan Ivan che presenta, in modo compresso (3:50), tutti gli elementi della registrazione integrale (compresa la fine ma non la terza strofa).
Per le discoteche dell'epoca vennero realizzati sia svariati remix da Razormaid e Hot Tracks sia vere e proprie cover molto più dance da musicisti come i Capsule Giants, i Nude, gli International,

i Paradoxx, Razed in a New Division of Agony,
e gli Amoeba Crunch.

## Videoclip

Gillian Gilbert in una scena del videoclip

Il videoclip di The Perfect Kiss (avente il codice FAC 321, lo speculare di quello del brano), diretto da Jonathan Demme si discosta molto da quelli precedenti dei New Order. Ambientato in una sala di registrazione, mostra semplicemente la band che prova e registra la composizione dall'inizio alla fine. Secondo il proprietario della Factory Records Tony Wilson, Demme era ansioso di girare inquadrature dinamiche di Stephen Morris mentre suonava la batteria e fu costernato nello scoprire che questa era in realtà una drum machine completamente programmata elettronicamente. In alcune sequenze viene mostrato il poster dell'album dei Joy Division Unknown Pleasures.
Il corto venne pubblicato all'inizio in un VHS di Substance 1989 e nel DVD A Collection e successivamente in un disco bonus in allegato con alcune versioni della compilation Retro insieme ad alcuni back stage di Demme. Una versione accorciata apparve anche in alcune versioni americane della canzone.

## Lati B
I lati B di The Perfect Kiss sono:
- The Kiss of Death, una sua versione dub: è principalmente un remix strumentale con alcuni effetti sonori assenti nella versione originale. Da notare che l'inizio è lo stesso dell'"album version" della canzone su Low-Life.
- Perfect Pit, una breve demo con il basso sintetizzato e alcune parti di batteria suonati da Gillian Gilbert e Stephen Morris.

## Tracce

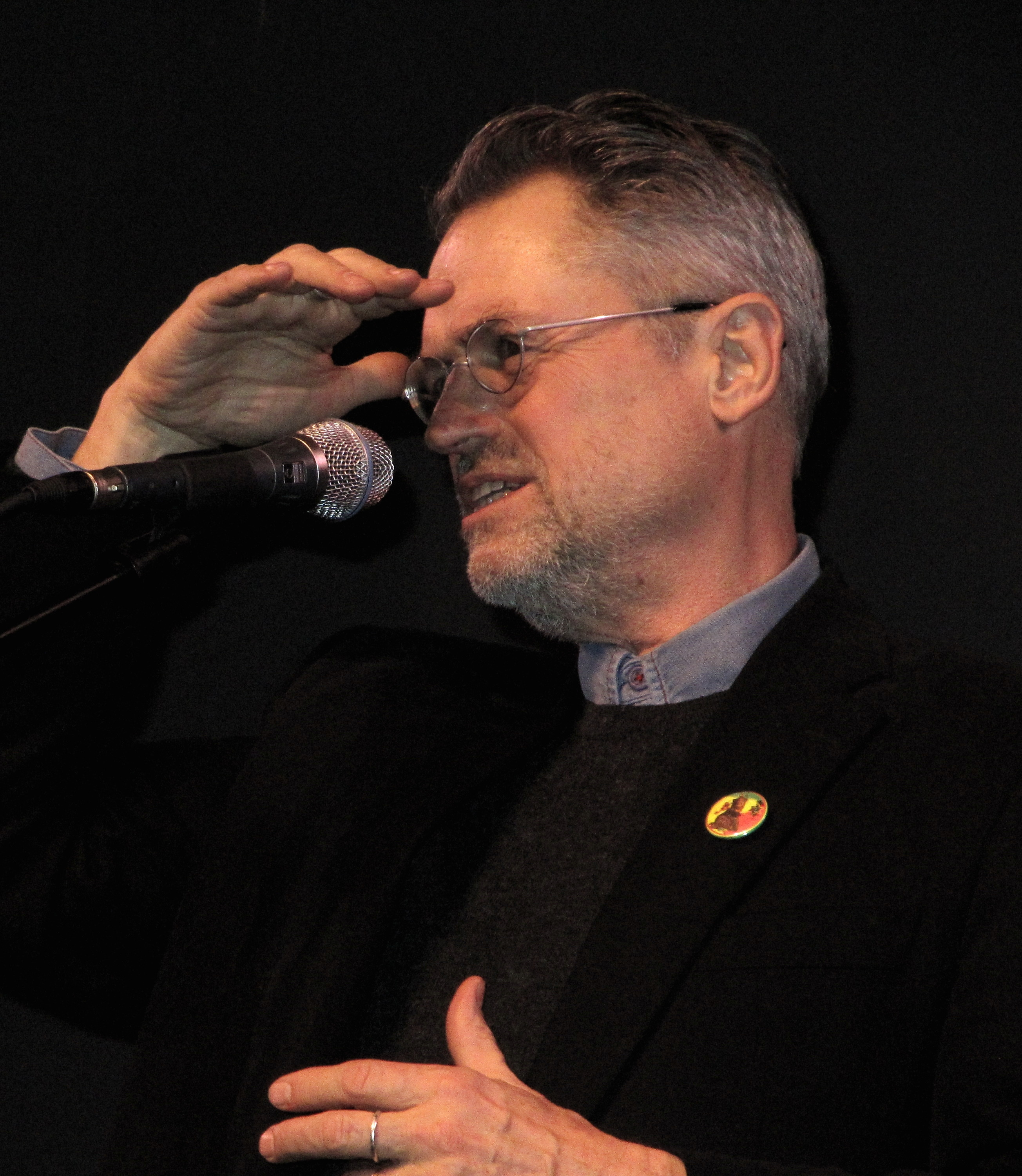
Jonathan Demme, il regista del videoclip

### 12: FAC 123 (UK) / Qwest 9 20330-0 (US)
Testi e musiche di Gillian Gilbert, Peter Hook, Stephen Morris e Bernard Sumner.
1. The Perfect Kiss – 8:46
2. Kiss of Death – 7:02
3. Perfect Pit – 1:24

### 7": FAC 123 (UK)
1. The Perfect Kiss – 3:51
2. Kiss of Death – 3:01

## Classifiche
| Classifica (1985)                 | Posizione massima |
| --------------------------------- | ----------------- |
| Australia                         | 85                |
| Irlanda                           | 15                |
| Nuova Zelanda                     | 10                |
| Regno Unito                       | 46                |
| Regno Unito (independent)         | 1                 |
| Stati Uniti (hot dance)           | 5                 |
| Stati Uniti (hot dance club play) | 5                 |